# Споменик у Доњем Бријању
Споменик у Доњем Бријању је 5. јула 1987. године открио Милорад Вељковић, председник Међуопштинског одбора савеза бораца НОР-а јужноморавског региона. Посвећен је палим борцима у ратовима 1912-1918. и Другом светском рату.
На споменику је накнадно уграђена спомен-плоча са именом Векослава Петровића, који је погинуо у Босни 1992. године.

## Списак палих бораца
Палим борцима 1912-1918.
| Стаменковић Крста       | Лазаревић Дина       |
| Станковић Величко       | Здравковић Коста     |
| Стојилковић Светозар    | Љубић Стојанча       |
| Стојилковић Милан       | Здравковић Благоја   |
| Лазаревић Миладин       | Јовановић Милорад    |
| Стаменковић Дина        | Момчиловић Стојадин  |
| Стојановић Милан        | Илић Миладин         |
| Станковић Светозар      | Илић Мита            |
| Илић Даца               | Ранђеловић Благоја   |
| Милошевић Таса          | Миленковић Милорад   |
| Ћирић Гаврил            | Јовић Драгутин       |
| Стојановић Наћко        | Вељковић Јован       |
| Спасић Митар            | Стаменковић Марјан   |
| Момчиловић Вукадин-Вуча | Стаменковић Владимир |
| Стојковић Влајко        | Златковић Станко     |
| Стојковић Ј. Светозар   | Илић Драгутин        |
| Стаменковић Михајло     | Николић Влајко       |
| Цветковић Драгутин      | Илић Милан           |
| Петровић Милорад        | Пасуљковић Беја      |
| Стојилковић Душан       | Ранђеловић Добросав  |
| Милошевић Влајко        | Стаменковић Петраћко |
| Миљковић Дика           | Момчиловић Крста     |
| Ранђеловић Светозар     | Ћирић Милан          |
| Вељковић Аксентије      | Савић Ранђел         |
| ----------------------- | -------------------- |

Палим борцима Народноослободилачког рата и жртвама фашистичког терора 1941-1945.
| Станковић Живојин   | Стаменковић Милентије |
| Петковић Љубисав    | Салковић Јанча        |
| Петровић Живојин    | Бећировић Јанко       |
| Богдановић Милан    | Радоичић Тома         |
| Стаменковић Радован | Митић Добривоја       |
| Станојевић Драгутин | Стаменковић Божидар   |
| Пешић Никола        | Петковић Витомир      |
| Цветковић Игњат     | Рамић Бора            |
| Стаменковић Стојан  | Петровић Миливоја     |
| ------------------- | --------------------- |

Умрли од последица рата
Здравковић Мијодраг
Рамић Дени
Миленковић Мијодраг
Стојковић Госпава